# صلواع (ذي ناعم)
صلواع هي إحدى قرى عزلة الدريعأ بمديرية ذي ناعم التابعة لمحافظة البيضاء، بلغ تعداد سكانها 1039 نسمة حسب تعداد اليمن لعام 2004.